# Jueces de Cagliari

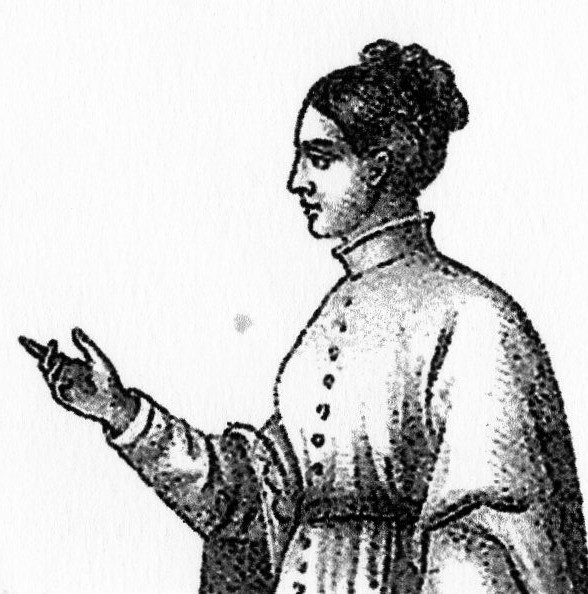
Benedetta, Jueza de Cagliari (c.1194–1232/1233)

Los jueces de Cagliari o giudice de Cagliari en italiano) fueron los soberanos del Juzgado de Cagliari en Cerdeña. 

## Lista de jueces
- Mariano Salusi I ?-1058
- Orzocco Torchitorio I 1058-1089
- Constantino Salusi II de Cagliari 1089-1091
- Torbè 1091-?
- Mariano Torchitorio II de Cagliari ?-1130
- Constantino Salusi III de Cagliari 1130-1163
- Barisone de Cagliari 1163-1164
- Pedro Torchitorio III de Cagliari de Lacon, 1163 o 1164-vers 1180 (Pere de Càller-Torres)
- a Pisa administrado por señores feudales hacia 1180-1184
- Pedro Torchitorio III de Cagliari de Lacon (segunda vez) 1184-1188 (Pere de Càller-Torres)
- Obert de Massa de Còrsega 1188-1189
- Guillermo Salusi IV de Cagliari 1189-1214
- Benedetta de Massa 1214-1232
- Barisó II d'Arborea 1214-1217 (Barisó Torxitori IV de Cagliari)
- Lamberto Visconti de Gallura 1220-1225
- Enric de Capraia 1227-1229
- Rinaldo Glandi 1230-1232
- Ubald Visconti, regent de facto 1216-1230
- Ubaldo I Visconti de Gallura, regente de facto 1231-1232
- Guillermo Salusi V de Cagliari 1232-1250
- Juan Torchitorio V de Cagliari 1250-1256 (Cià de Càller)
- Guillermo Salusi VI de Cagliari 1256-1258
- Repartido entre el Gherardesci (pisans), Arborea i Gallura el 1258. El tercio de Gallura fue unido a la República de Pisa el 1287.
- Conquista de la Corona de Aragón 1323-1324.

- Datos: Q2440620
- Multimedia: Judges of Cagliari / Q2440620